# Kim Simmonds

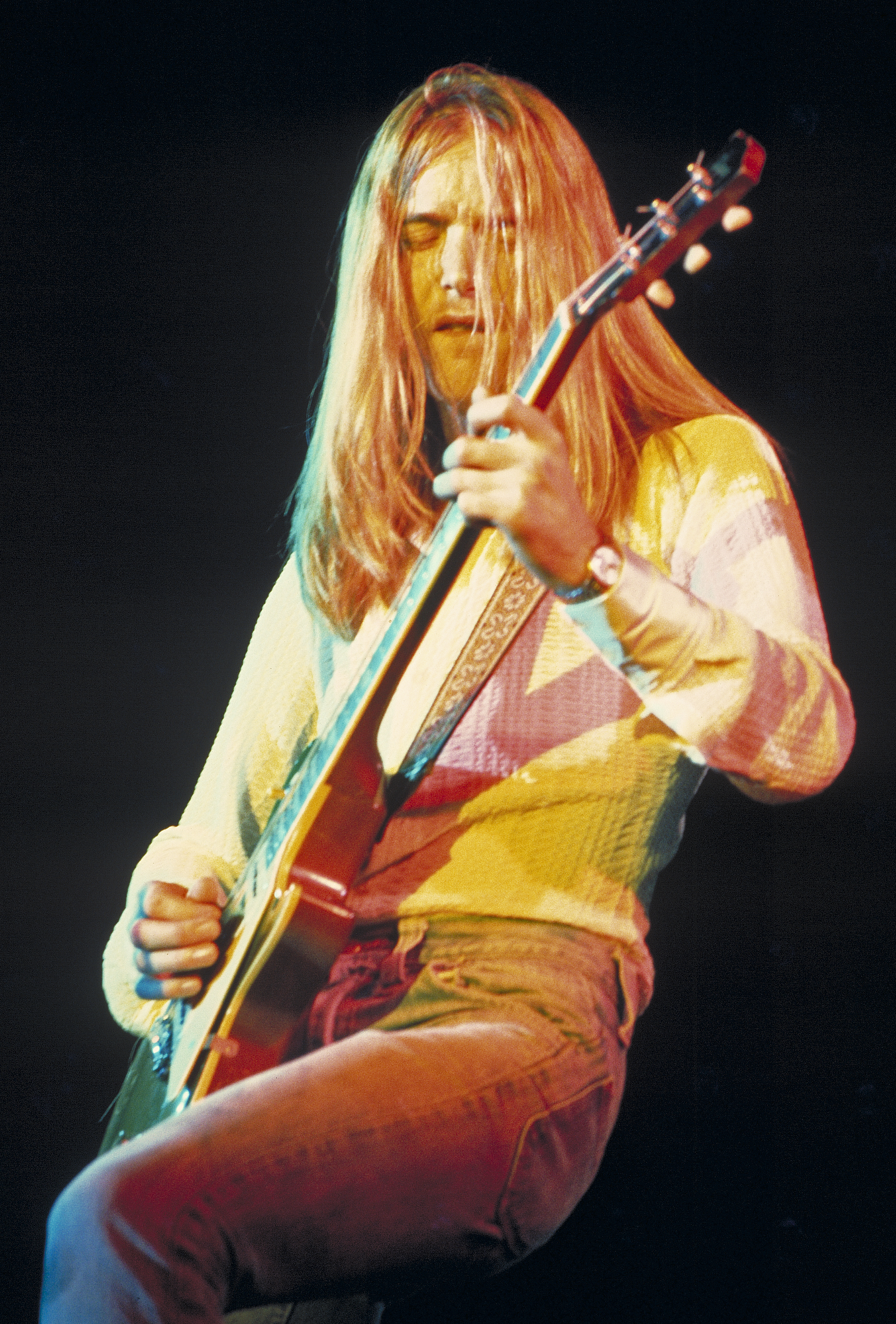
Kim Simmonds, 1975

Kim Maiden Simmonds (* 5. Dezember 1947 in Newbridge, Wales; † 13. Dezember 2022 in Syracuse, New York, Vereinigte Staaten) war ein britischer Blues- und Rockmusiker (Gitarre, Piano, Gesang). Bekannt wurde er als Gründer und Frontmann der Bluesrock-Formation Savoy Brown.

## Leben und Karriere
Mit 13 Jahren begann Simmonds, Gitarre zu spielen. 1966 gründete er die Savoy Brown Blues Band, die später als Savoy Brown vor allem in den USA populär wurde.
Kim Simmonds war einer der führenden britischen Blues-Gitarristen, gemeinsam mit Kollegen wie Eric Clapton, Mick Taylor und Peter Green. Er prägte die Bluesrock-Szene der 1960er-Jahre in England wesentlich mit und trug entscheidend dazu bei, die Blues-Begeisterung nach Amerika zurückzubringen. In den frühen Siebziger Jahren wanderte Simmonds in die USA aus und lebte den Rest seines Lebens in Upstate New York.
Auch nach 50 Jahren war Kim Simmonds weiterhin mit Savoy Brown unterwegs. Daneben arbeitete er immer wieder solo, wobei er die akustische Gitarre bevorzugte.
Er starb am 13. Dezember 2022 im Alter von 75 Jahren an den Folgen einer Darmkrebserkankung.

## Diskografie

### Mit Savoy Brown
→ siehe dortige Diskografie

### Solo
| Solitaire (1997) 1. Going Away (3:20) 2. I Keep Calling My Baby (3:24) 3. Blues Vibrations (2:45) 4. Alabama Woman (3:05) 5. Bad Morning (3:52) 6. House Lady Blues (3:20) 7. Solitaire (2:53) 8. Evening Train (2:44) 9. Blind Alley (3:51) 10. Going Home (3:40) 11. I’m Cutting Out (2:27) 12. Depression Blues (3:24) 13. Sugar Babe (1:56) Blues Like Midnight (2001) 1. Cry Before She Goes (1:56) 2. Morning Light (3:59) 3. Tell the World (2:19) 4. Move to a Country Town (3:16) 5. Hold On Baby (2:50) 6. My Woman Blues (2:57) 7. Rag Ah (2:35) 8. Sometimes You Gamble (4:15) 9. Long Ways from Heaven (3:04) 10. Blues Like Midnight (7:45) 11. Baby Says She’s Leaving (3:45) 12. Crying the Blues All Night (2:35) 13. Blues for Lonesome (2:45) | Struck by Lightning (2004) 1. Struck by Lightning (3:46) 2. Last Train Gone (5:49) 3. The Truth Comes Out (3:22) 4. Ain’t No Free (4:37) 5. Road Tramp Blues (3:36) 6. So Glad You’re Mine (4:17) 7. My Home Is a Highway (5:05) 8. Like an Angel (3:21) 9. Don’t Know Who to Talk to Anymore (3:09) 10. Living In New York (3:07) 11. Talkin’ about New Orleans (2:49) 12. Struck by Lightning (reprise) (2:33) Out of the Blue (2008) 1. Ain’t Going Down (3:51) 2. I Can Feel Your Love (4:56) 3. North Country Town (4:20) 4. Don’t Tell Me to Smile (4:33) 5. Heart to Fill (3:28) 6. Out of the Blue (3:51) 7. Honey Bee (6:06) 8. How Much More (5:31) 9. Careless Lover (3:33) 10. Best Thing (3:03) 11. Dreaming about You (3:58) | Jazzin’ on the Blues (2015) 1. Dancing on a Memory (4:33) 2. Walking the Guitar (4:04) 3. Theme for Deborah (3:35) 4. Surrender (4:19) 5. Jazzin’ on the Blues (3:54) 6. The Maze (3:40) 7. She’s a Woman (4:42) 8. Rollin’ the Blues (3:37) 9. Nightliner (3:42) 10. True Blue (4:49) 11. Shop Around (3:40) 12. Fascination (3:00) |